# Уоррен (округ, Виргиния)
Округ Уоррен (англ. Warren County) располагается в США, в штате Виргиния. По состоянию на 2010 год, численность населения составляла 37 575 человек. Получил своё название по имени американского политического деятеля Джозефа Уоррена.

## География
По данным Бюро переписи США, общая площадь округа равняется 562 км², из которых 552 км² суша и 9 км² или 1,5% это водоёмы.

### Соседние округа
- Фредерик (Виргиния) — север
- Кларк (Виргиния) — северо-восток
- Фокир (Виргиния) — восток
- Раппаханнок (Виргиния) — юго-восток
- Пейдж (Виргиния) — юго-запад
- Шенандоа (Виргиния) — запад

## Демография
По данным переписи населения 2000 года в округе проживает 31 584 жителей в составе 12 087 домашних хозяйств и 8 521 семей. Плотность населения составляет 57 человек на км². На территории округа насчитывается 13 299 жилых строений, при плотности застройки 24 строений на км². Расовый состав населения: белые - 92,71%, афроамериканцы - 4,83%, коренные американцы (индейцы) - 0,27%, азиаты - 0,43%, гавайцы - 0,02%, представители других рас - 0,46%, представители двух или более рас - 1,29%. Испаноязычные составляли 1,56% населения.
В составе 32,80 % из общего числа домашних хозяйств проживают дети в возрасте до 18 лет, 55,60 % домашних хозяйств представляют собой супружеские пары проживающие вместе, 10,00 % домашних хозяйств представляют собой одиноких женщин без супруга, 29,50 % домашних хозяйств не имеют отношения к семьям, 24,00 % домашних хозяйств состоят из одного человека, 8,80 % домашних хозяйств состоят из престарелых (65 лет и старше), проживающих в одиночестве. Средний размер домашнего хозяйства составляет 2,57 человека, и средний размер семьи 3,04 человека.
Возрастной состав округа: 20,80 % моложе 18 лет, 8,70 % от 18 до 24, 28,30 % от 25 до 44, 26,90 % от 45 до 64 и 15,30 % от 65 и старше. Средний возраст жителя округа 40 лет. На каждые 100 женщин приходится 94,20 мужчин. На каждые 100 женщин старше 18 лет приходится 91,70 мужчин.
Средний доход на домохозяйство в округе составлял 42 422 USD, на семью — 50 487 USD. Среднестатистический заработок мужчины составлял 37 182 USD против 25 506 USD для женщины. Доход на душу населения был 19 841 USD. Около 6,00% семей и 8,50% общего населения находились ниже черты бедности, в том числе - 8,70% молодежи (тех кому ещё не исполнилось 18 лет) и 10,40% тех кому было уже больше 65 лет.